# کوربینین برگر
کوربینین برگر (انگلیسی: Korbinian Burger؛ زادهٔ ۲۷ آوریل ۱۹۹۵) بازیکن فوتبال اهل آلمان است.
از باشگاه‌هایی که در آن بازی کرده‌است می‌توان به باشگاه فوتبال گروتر فورث اشاره کرد.